# ساليتشي سالنتينو
ساليتشي سالنتينو (بالإيطالية: Salice Salentino)‏ هي بلدية في مقاطعة ليتشي في إقليم بوليا الإيطالي.

## السكان
في سنة 1861 بلغ عدد السكان 2٬096 نسمة، وتطور العدد ليصل في سنة 2011 لـ 8٬642 نسمة.
يظهر هذا المخطط البياني تطور النمو السكاني لـ ساليتشي سالنتينو